# Mołczat Doma
Mołczat Doma (ros. Молчат дома, biał. Маўчаць дамы, pol. Milczą Domy) – białoruski zespół post-punkowy założony w 2017 w Mińsku.
W 2017 zespół wypuścił swój pierwszy własny album, S krysh nashikh domov (ros. С крыш наших домов, pol. Z dachów naszych domów). Ich drugi album, Etazhi (ros. Этажи, pol. Piętra) został wydany w 2018 za pośrednictwem niemieckiej niezależnej wytwórni Detriti Records. Po zdobyciu światowej popularności w 2020 roku podpisali kontrakt z amerykańską niezależną wytwórnią Sacred Bones Records, która ponownie wydała albumy, dzięki czemu zostały po raz pierwszy raz wydane w Ameryce Północnej. Ich trzeci album studyjny, Monument  (ros. Монумент) został wydany w 13 listopada 2020 roku. Czwarty album Belaya Polosa (ros. Белая полоса, pol. Biała Linia) ukazał się 6 września 2024 roku.
W 2024 podczas europejskiej trasy koncertowej, zespół nagrał na żywo trzy utwory: Toska (ros.Тоска, pol. Tęsknota), Chernye Tsvety (ros. Черные Цветы, pol. Czarne kwiaty) i Sudno (ros.Судно, pol. Naczynie) na zewnątrz kultowego hotelu Panorama zaprojektowanego przez Zdeněka Řiháka w słowackim Szczyrbskim Plesie, który znalazł się na okładce ich albumu Etazhi. Oprócz wydania w serwisie YouTube i w wersji cyfrowej album na żywo doczekał się edycji limitowanej na płycie winylowej.

## Muzycy

### Obecny skład zespołu
- Jegor Szkutko (ros. Егор Шкутко, biał. Ягор Шкутко) – wokal
- Roman Komogorcew (ros. Роман Комогорцев, biał. Раман Камагорцаў) – gitara, syntezator, automat perkusyjny
- Pawieł Kozłow (ros. Павел Козлов, biał. Павел Казлоў) – gitara basowa, syntezator

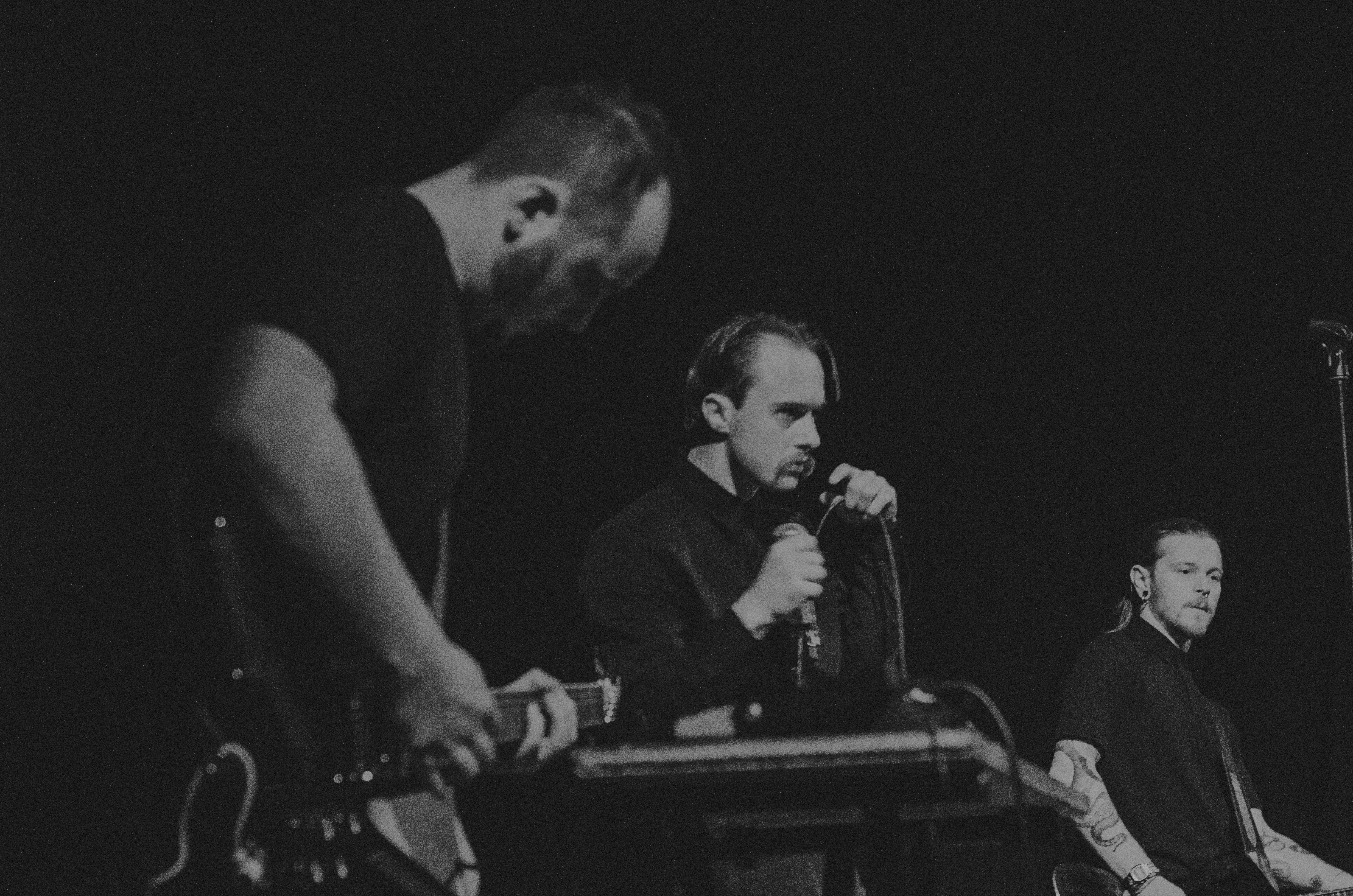
Molchat Doma w Kablys + Kultūra, Litwa 2019

## Dyskografia

### Albumy
- С крыш наших домов/S krysh nashikh domov (pol. Z dachów naszych domów, 2017)[8]
- Этажи/Etazhi (pol. Piętra, 2018)[2]
- Монумент/Monument (pol. Monument, 2020)[5]
- Белая Полоса/Belaya Polosa (pol. Biała linia, 2024)[6]

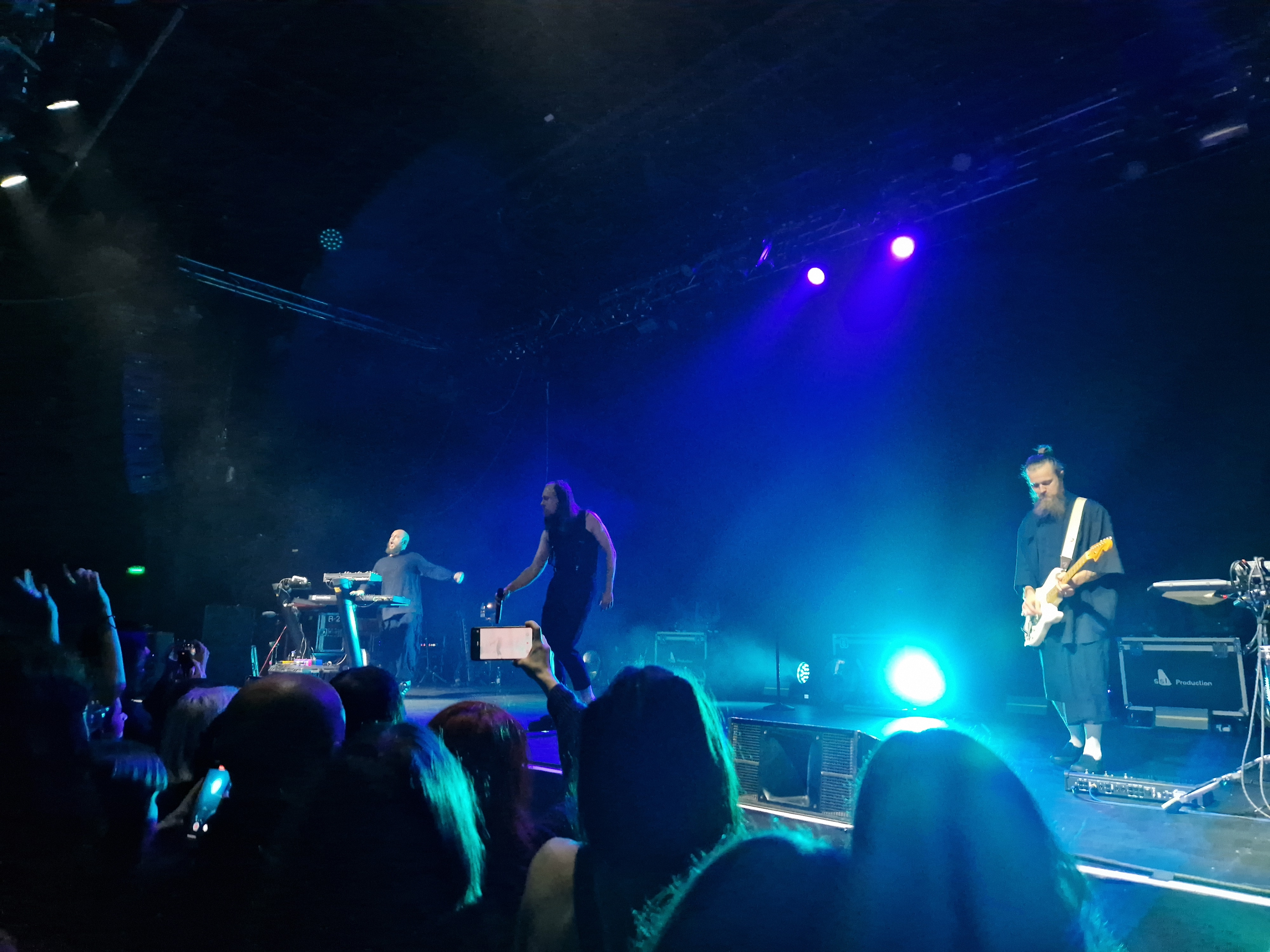
Molchat Doma w klubie Progresja, 2024

### Single
- "Коммерсанты" (pol. Biznesmeni, z albumu Этажи, 2017)[10]
- "Звезды" (pol. Gwiazdy, 2019)[11]
- "По краю острова" (pol. Na skraju wyspy, 2019, ft. Ploho)[12]
- "Небеса и Ад" (pol. Niebo i piekło, z albumu What Is This That Stands Before Me?[a], 2020)[13]
- "Не смешно" (pol. Nieśmieszne, z albumu Монумент, 2020)[14]
- "Дискотека" (pol. Dyskoteka, z albumu Монумент, 2020)[15]
- "Ответа нет" (pol. Brak odpowiedzi, z albumu Монумент, 2020)[16]
- "Мёртв внутри" (pol. Martwy w środku, ft. Elektroforez, 2021)[17]
- "Люди-инвалиды" (pol. Ludzie-inwalidzi, z albumu 200 по встречной[b] 2021)[18]

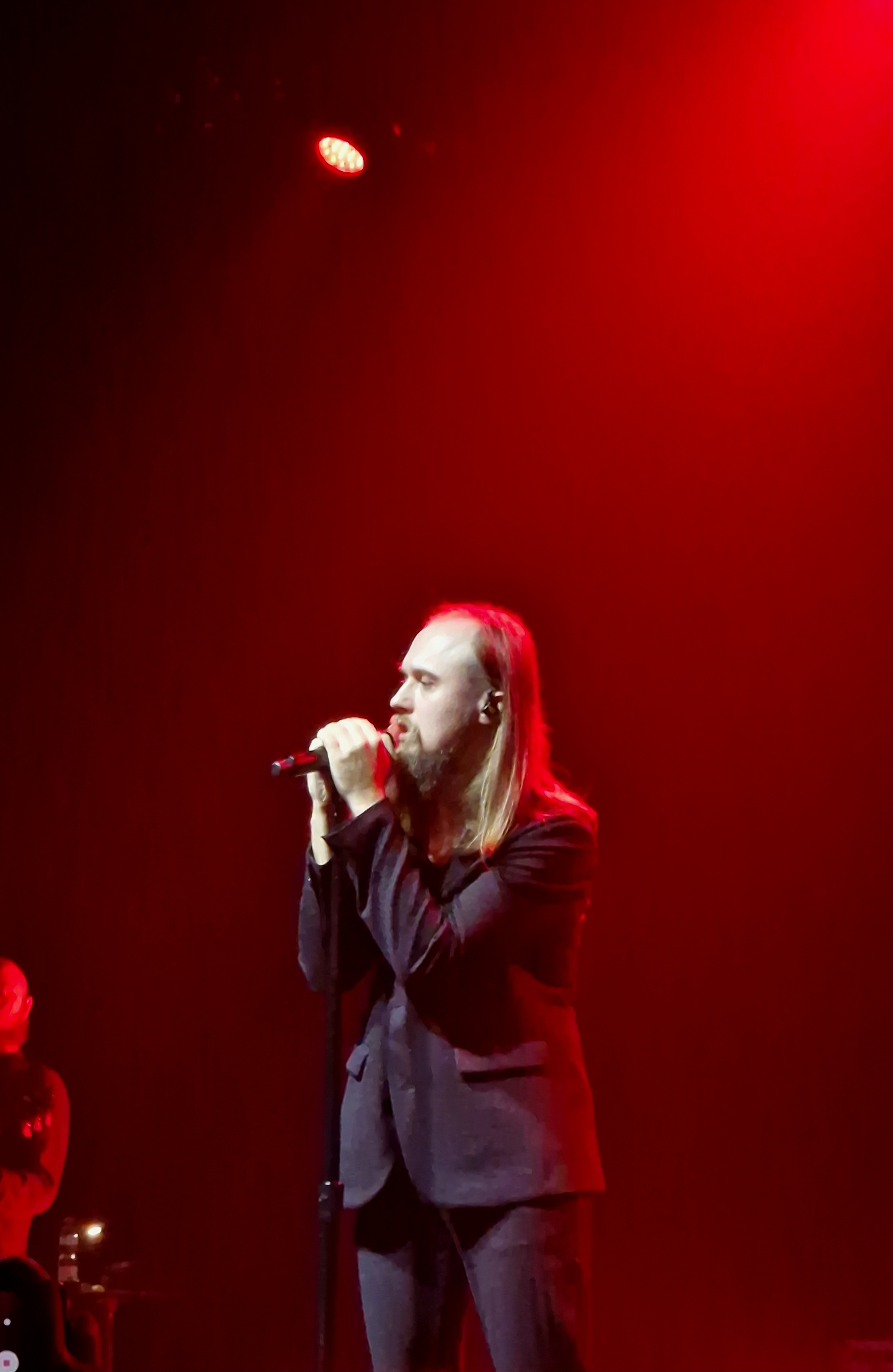
Wokalista zespołu Molchat Doma, Jegor Szkutko.

## Styl muzyczny
Członkowie zespołu Molchat Doma twierdzą, że na ich twórczość miała wpływ rosyjska muzyka rockowa z lat 80, dokładnie z okresu pierestrojki, szczególnie zespołu Kino. Zespół porównywano również do The Cure czy Joy Division, gdzie często styl i wygląd sceniczny Jegora pórównywano do Iana Curtisa, wokalisty Joy Division. Członkowie zespołu Molchat Doma chwalą wokalistów Roberta Smitha (The Cure) i Dave'a Gahana (Depeche Mode), jednocześnie cieszy ich pomysł żeby któryś z nich pojawił się na jednym z ich koncertów.
Styl muzyczny Molchat Domy był opisywany jako "post-punk, new wave, cold-wave czy mroczne odmiany synth-popu". Zespół nie posiada perkusisty, zamiast tego używają automatu perkusyjnego. Wiele piosenek Molchat Domy kojarzono z ,,doomer music", które charakteryzowały się ponurą i zimną atmosferą. smutnymi czy introspekcyjnymi tekstami który głównie skupiały się wokół samotności. W rezultacie wiele piosenek zespołu pojawiło się na takich ,,Doomer playlistach" jak i różnych filmach na Youtube czy TikToku, gdzie szczególnie używano jej w nagraniach z brutalistycznej architektury lub filmikach z mini serii, Escape from Tarkov. Raid. i gier z serii S.T.A.L.K.E.R.